# TM-XML
Trade Mark Extensible Markup Language je otevřeným standardem XML pro oblast ochranných známek a pro výměnu informací o ochranných známkách mezi úřady průmyslového vlastnictví a jejich partnery nebo uživateli.

## Cíle
Původním cílem byla definice standardu XML pro výměnu informací týkajících se ochranných známek. Během specifikací a po vytvoření standardu WIPO ST.66 byly doplněny ještě tyto cíle:
- definovat standardy XML pro úřady pro ochranné známky a celou oblast ochranných známek,
- navrhnout užitečné výstupy, které by posloužily jako základ pro vytvoření standardů WIPO,
- definovat standardy webových služeb pro oblast ochranných známek,
- poskytnout příklady implementace a nástrojů,
- sdílet zkušenosti, postupy a znalosti,
- podpořit spolupráci a harmonizaci informací o ochranných známkách a reprezentace znalostí,
- (novinka) připravit sémantický web pro oblast ochranných známek v kontextu duševního vlastnictví.

## Historie
TM-XML byl definován pracovní skupinou vytvořenou Úřadem pro harmonizaci na vnitřním trhu v červnu 2003.
Před zveřejněním verze 1.0 Final, k němuž došlo dne 26. května 2006 prostřednictvím stránky TM-XML.org, bylo publikováno osm pracovních verzí (verze 0.1 až 0.7 a 1.0 Draft) - TM-XML.org.
TM-XML verze 1.0 Final byla navržena jako základ pro vytvoření standardu WIPO s označením ST.66, který byl přijat Stálým výborem pro informační technologie / pracovní skupinou pro standardy a dokumentaci (Standing Committee on Information Technologies / Standards and Documentation Working Group, SCIT/SDWG) během jeho 8. zasedání ve dnech 19.–22. března 2007 v Ženevě.

## Pracovní plán na roky 2008–2010
| Verze            | Plán | Obsah |
| ---------------- | ---- | --- |
| TM-XML Verze 2.0 | 2008 | Informace o podaných námitkách, odvoláních a obnovách zápisu. První webové služby a pravidla v RDF (Resource Description Framework) a OWL (Web Ontology Language) |
| TM-XML Verze 3.0 | 2010 | Další webové služby a sémantický web – reprezentace znalostí a služby                                                                                             |